# Yushania burmanica
Yushania burmanica är en gräsart som beskrevs av Tong Pei Yi. Yushania burmanica ingår i släktet yushanior, och familjen gräs. Inga underarter finns listade i Catalogue of Life.